# Trường Trung học phổ thông Lý Tự Trọng, Khánh Hòa
Trường Trung học phổ thông Lý Tự Trọng là một trường trung học phổ thông công lập của tỉnh Khánh Hoà. Trường được thành lập từ năm 1947 với tên gọi ban đầu là Collège de Nha Trang.

## Quá trình hình thành và phát triển

### 1947-1952: Collège de Nha Trang
Năm 1947, trường được thành lập với tên gọi ban đầu là Collège de Nha Trang với chỉ một lớp học 30 học sinh và học chương trình song ngữ Pháp Việt. Trong thời gian này, trường vẫn chưa có địa điểm chính thức mà học tại trường Nam Tiểu học (nay là trường Trung học phổ thông Nguyễn Văn Trỗi, Khánh Hòa). Năm 1949, trường bắt đầu được xây dựng và đến năm 1950 thì hoàn thành tại địa điểm hiện tại. Năm học 1950-1951, trường mở lớp Quatrième Année (lớp 9 hiện tại), trở thành Trung học đệ I cấp, bắt đầu dạy chương trình tiếng Việt, tiếng Pháp trở thành chuyên ngữ. Năm 1950, trường đổi tên thành Trường Trung học Nha Trang.

### 1952-1975: Trường Trung học Võ Tánh
Năm 1952, trường khánh thành dãy phòng học mới với 2 tầng lầu 8 phòng học. Năm 1954, trường đổi tên thành Trường Trung học Võ Tánh. Năm 1957, trường được Bộ Quốc gia Giáo dục Việt Nam Cộng hòa nâng cấp lên thành Trung học đệ II cấp. Trong giai đoạn 1954-1963, trường đón nhận nhiều học sinh từ các tỉnh khác gửi về học trung học, trong đó nhiều nhất là từ trường Ngô Quyền (Hải Phòng). Có thời điểm trước năm 1975, trường có gần 5.000 học sinh nên học sinh nữ được tách ra học tại trường Nữ Trung học Nha Trang (nay là trường Trung học cơ sở Thái Nguyên, Khánh Hòa). Tháng 3 năm 1975, trường dừng hoạt động một thời gian vì chiến tranh, đến ngày 6 tháng 4 thì bắt đầu học lại và kết thúc năm học vào tháng 7 năm 1975.
Trong thời gian này, cơ sở vật chất của trường cũng được cải thiện thông qua nguồn quỹ từ quyên góp của hội phụ huynh. Các công trình được xây mới như: thư viện, phòng giám hiệu, phòng giám học, phòng thí nghiệm, hội trường, dãy phòng học chính. Sân bóng đá của trường được quân đội Hàn Quốc hỗ trợ xây dựng.

### 1975-nay: Trường Trung học phổ thông Lý Tự Trọng
Từ tháng 2 đến tháng 3 năm 1975, trường là địa điểm tiếp nhận người từ Tây Nguyên di tản, một số phòng chức năng như thư viện, phòng thí nghiệm bị phá huỷ. Từ tháng 4 đến tháng 12 năm 1975, trường được đổi tên thành Trường cấp III số 2 Nha Trang. Tháng 1 năm 1976, trường chính thức mang tên Trường Trung học phổ thông Lý Tự Trọng. Cơ sở vật chất của trường được hoàn thiện và xây lại như dãy phòng thí nghiệm mới, hội trường đa năng.
Từ 1976 đến nay, trường luôn là một trong những trường đứng đầu tỉnh Khánh Hoà. Năm 2013, trường nhận bằng khen của Trung ương Đoàn Thanh niên Cộng sản Hồ Chí Minh. Năm 2015 và 2018, trường nhận cờ thi đua của Chính phủ. Năm 2014, trường đón nhận Huân chương Lao động hạng Nhì. Năm 2019, trường nhận Huân chương Lao động hạng Nhất vì những thành tích trong sự nghiệp giáo dục và là một trong hai trường Trung học Phổ thông của tỉnh Khánh Hoà mà học sinh có thành tích học tập tốt được tuyển thẳng vào các trường trực thuộc Đại học Quốc gia Thành phố Hồ Chí Minh.

## Hiệu trưởng qua các thời kỳ
Nguồn: Theo trang lịch sử của trường
- 1950-1952: Thầy Trương Văn Như
- 1952-1955: Thầy Lê Tá
- 1955-1956: Thầy Nguyễn Vĩ
- 1956-1959: Thầy Lê Khắc Nguyên
- 1959-1972: Thầy Lê Nguyên Diệm
- 1972-1973: Thầy Nguyễn Đức Giang
- 1973-1975: Thầy Nguyễn Thúc Thâm
- 4/1975-8/7/1975: Thầy Đặng Như Đức - Trưởng Ban điều hành
- 1975-1976: Thầy Vũ Như Vân
- 1976-1981: Thầy Nguyễn Văn Châm
- 1981-1994: Thầy Nguyễn Viết Cảnh
- 1994-2006: Thầy Nguyễn Thanh Bình
- 2006-2010: Thầy Lê Văn Đức
- 2010-2019: Thầy Lê Tấn Sỹ
- 2019-nay: Thầy Trương Minh Trình